# Liste der Naturdenkmale in Witten
In der Liste der Naturdenkmale in Witten sind Naturdenkmale der nordrhein-westfälischen Stadt Witten aufgeführt. Sie werden bei der Unteren Landschaftsbehörde des Ennepe-Ruhr-Kreises geführt.

## Naturdenkmale
| Bild           | Bezeichnung                                  | Lage                                   | Beschreibung | Grund                                                                                         | Denkmal-Nummer |
| -------------- | -------------------------------------------- | -------------------------------------- | --- | --------------------------------------------------------------------------------------------- | -------------- |
|                | Blutbuche (Fagus sylvatica f. purpurea)      | Düren Dürener Straße 66 Karte          | Baum mit ausgeprägter Krone und wulstigem Stamm, Stammumfang 4,10 m | Seltenheit, Eigenart und Schönheit                                                            | 2.3.1          |
|                | Blutbuche (Fagus sylvatica f. purpurea)      | Bommern Schloss Steinhausen Karte      | Baum mit ausgeprägter Krone, Stammumfang 4,75 m | Seltenheit und Schönheit                                                                      | 2.3.2          |
|                | Europäische Stechpalme (Ilex aquifolium)     | Bommern Schloss Steinhausen Karte      | zweistämmiger Baum mit knorrigen, teilweise verwachsenen Stämmen, dichter Krone, Stammumfang 1,40 m, Rindenschäden                                                                                      | Seltenheit und Eigenart                                                                       | 2.3.3          |
|                | Europäische Eibe (Taxus baccata)             | Bommern Schloss Steinhausen Karte      | Baum mit ausgeprägter Krone, Stammumfang 1,50 m | Seltenheit und Schönheit                                                                      | 2.3.4          |
|                | Europäische Eibe (Taxus baccata)             | Bommern Schloss Steinhausen Karte      | Baum mit ausgeprägter Krone, Stammumfang 1,50 m | Seltenheit und Schönheit                                                                      | 2.3.5          |
|                | Europäische Eibe (Taxus baccata)             | Bommern Schloss Steinhausen Karte      | Baum mit ausgeprägter Krone, Stammumfang 1,11 m | Seltenheit und Schönheit                                                                      | 2.3.6          |
|                | Europäische Eibe (Taxus baccata)             | Bommern Schloss Steinhausen Karte      | Baum mit ausgeprägter Krone, Stammumfang 1,38 m | Seltenheit und Schönheit                                                                      | 2.3.7          |
|                | Europäische Eibe (Taxus baccata)             | Bommern Schloss Steinhausen Karte      | Baum mit ausgeprägter Krone, Stammumfang 1,35 m | Seltenheit und Schönheit                                                                      | 2.3.8          |
|                | Europäische Eibe (Taxus baccata)             | Bommern Schloss Steinhausen Karte      | dreistämmiger Baum mit ausgeprägter Krone, Stammumfang 1,18 m, 1 m und 0,82 m | Seltenheit, Eigenart und Schönheit                                                            | 2.3.9          |
|                | Europäische Eibe (Taxus baccata)             | Bommern Schloss Steinhausen Karte      | zweistämmiger Baum mit ausgeprägter Krone, Stammumfang je 0,80 m | Seltenheit, Eigenart und Schönheit                                                            | 2.3.10         |
|                | Blutbuche (Fagus sylvatica f. purpurea)      | Mitte Stadtpark Karte                  | Baum mit ausgeprägter Krone, Stammumfang 4 m | Seltenheit und Schönheit                                                                      | 2.3.11         |
|                | Blutbuche (Fagus sylvatica f. purpurea)      | Mitte Stadtpark Karte                  | Baum mit ausgeprägter Krone, Stammumfang 3,45 m | Seltenheit und Schönheit                                                                      | 2.3.12         |
|                | Blutbuche (Fagus sylvatica f. purpurea)      | Mitte Stadtpark Karte                  | Baum mit ausgeprägter Krone, Stammumfang 3,90 m | Seltenheit und Schönheit                                                                      | 2.3.15         |
|                | Edelkastanie (Castanea sativa)               | Mitte Ruhrdeich, Stadtwerke Karte      | Baum mit ausgeprägter Krone und einem Stammumfang von 4,45 m | Seltenheit und Schönheit                                                                      | 2.3.17         |
|                | Edelkastanie (Castanea sativa)               | Mitte Ruhrdeich, Stadtwerke Karte      | Baum mit ausgeprägter Krone und einem Stammumfang von 5,10 m | Seltenheit und Schönheit                                                                      | 2.3.18         |
| weitere Bilder | Geologischer Aufschluss Steinbruch Muttental | Bommern Muttentalstraße Karte          | ca. 300 m breite und ca. 15–35 m hohe Nordwand eines Steinbruches auf dem Südflügel der Wittener Hauptmulde am Nordflügel des Helenenbergsattels; auch Bodendenkmal 8                                   | naturgeschichtliche, landeskundliche und erdgeschichtliche Bedeutung, Seltenheit und Eigenart | 2.3.20         |
|                | Stieleiche (Quercus robur)                   | Bommern Rauendahlstraße Karte          | Baum mit ausgeprägter Krone, Stammumfang 4,58 m; Mutten-Eiche oder auch Mutter-Eiche genannt | Seltenheit und Schönheit                                                                      | 2.3.21         |
|                | Rotbuche (Fagus sylvatica)                   | Bommern Frielinghauser Straße Karte    | Baum mit ausgeprägter Krone, Stammumfang 4,80 m, teilweise freiliegendes Wurzelwerk | Seltenheit, Eigenart und Schönheit                                                            | 2.3.22         |
|                | Europäische Eibe (Taxus baccata)             | Bommern Frielinghauser Straße 41 Karte | Baum mit ausgeprägter Krone, ab 1,80 m Höhe zweistämmig, Stammumfang 1,66 m | Seltenheit und Schönheit                                                                      | 2.3.25         |
|                | Stieleiche (Quercus robur)                   | Bommern Am Waldsaum 2 Karte            | Baum mit ausgeprägter Krone, Stammumfang 3,85 m | Seltenheit und Schönheit                                                                      | 2.3.28         |
| weitere Bilder | Geologischer Aufschluss Steinbruch Rauen     | Annen Kohlensiepen Karte               | ca. 180 m breite und bis 30 m hohe obere Nordostwand eines Steinbruches auf dem Nordflügel des Kirchhörder Sattels, einem Spezialsattel auf dem Südflügel der Wittener Hauptmulde; auch Bodendenkmal 33 | naturgeschichtliche, landeskundliche und erdgeschichtliche Bedeutung, Seltenheit und Eigenart | 2.3.31         |

## Ehemalige Naturdenkmäler
| Bild | Bezeichnung                             | Lage                       | Beschreibung                                    | Grund                    | Denkmal-Nummer | Bemerkungen                                                     |
| ---- | --------------------------------------- | -------------------------- | ----------------------------------------------- | ------------------------ | -------------- | --------------------------------------------------------------- |
|      | Blutbuche (Fagus sylvatica f. purpurea) | Mitte Stadtpark Karte      | Baum mit ausgeprägter Krone, Stammumfang 4,10 m | Seltenheit und Schönheit | 2.3.16         | Denkmalstatus Ende 2012 aufgehoben, gefällt am 15. Februar 2013 |
|      | Blutbuche (Fagus sylvatica f. purpurea) | Heven In der Lake 24 Karte | Baum mit ausgeprägter Krone, Stammumfang 3,26 m | Seltenheit und Schönheit | 2.3.19         | gefällt am 15. und 16. April 2010                               |